# Vejlby Kirke (Aarhus)
 For alternative betydninger, se Vejlby Kirke. (Se også artikler, som begynder med Vejlby Kirke)
Vejlby Kirke  er en gammel landsbykirke beliggende i Vejlby Sogn, der i dag er sammenvokset med Aarhus.
Kirkens skib og kor er i romansk stil, opført i rå kløvet kamp med tilhuggede kvadre i hjørner og omkring vinduer. I slutningen af middelalderen blev kirken ombygget med tårn og våbenhus, og hvælvingerne er også fra den tid. Det var ifølge en inskription, biskop Niels Clausen (biskop 1490-1520), der i 1492 stod for ombygningen. Kirken er dekoreret med kalkmalerier fra samme tid, afdækket og istandsat i 1942 af Harald Borre.
- Kirkerummet
- Altertavlen er sengotisk, men nogle figurer stammer fra 1600-tallet

- Romansk døbefont af granit; Kirken har et dåbsfad fra 1500-tallet
- Prædikestolen er fra slutningen af renæssancen, skænket af sognepræsten Svend Hansen Arboed 1639

- Et af kirkens kalkmalerier (den hellige Erasmus' martyrium)
- Orglet er fra først i 1960-erne , bygget af Jydsk Orgelbyggeri
- Den tilmurede nordportal
- En romansk granitgravsten er indmuret i våbenhusets væg

## Eksterne kilder og henvisninger
- Vejlby Kirke hos KortTilKirken.dk
- Vejlby Kirke hos danmarkskirker.natmus.dk (Danmarks Kirker, Nationalmuseet)

- Wikimedia Commons har flere filer relateret til Vejlby Kirke (Aarhus)